# Alienista (serial telewizyjny)
Alienista (ang.) The Alienist – amerykański miniserial telewizyjny (dramat kryminalny) wyprodukowany przez Paramount Television, Studio T, Anonymous Content oraz Vanessa Productions, Ltd., który jest adaptacją powieści pod tym samym tytułem autorstwa Caleba Carra. Premierowy odcinek został wyemitowany 22 stycznia 2018 roku przez TNT.

## Fabuła
Akcja serialu rozgrywa się w 1896 roku w Nowym Jorku. Dotyczy śledztwa tytułowego alienisty, dr. Laszlo Kreizlera (Daniel Brühl), który wraz ze swoim przyjacielem, Johnem Moore’em (Luke Evans) i pracownicą policji Sarą Howard (Dakota Fanning) szuka seryjnego mordercy męskich prostytutek.

## Obsada

### Główna
- Daniel Brühl jako dr Laszlo Kreizler[2] (18 odcinków)
- Luke Evans jako John Moore[2] (18 odcinków)
- Dakota Fanning jako Sara Howard[3] (18 odcinków)
- Brian Geraghty jako Theodore Roosevelt[4] (10 odcinków)
- Robert Wisdom jako Cyrus Montrose[5] (18 odcinków)
- Douglas Smith jako Marcus Isaacson[6] (18 odcinków)
- Matthew Shear jako Lucius Isaacson[7] (18 odcinków)
- Q’orianka Kilcher jako Mary Palmer[5] (10 odcinków)

### Role drugoplanowe
- Ted Levine jako Thomas F. Byrnes[6] (15 odcinków)
- Martin McCreadie jako Doyle/sierżant Doyle  (14 odcinków)
- Matt Lintz jako Stevie Taggert (10 odcinków)
- David Wilmot jako kapitan Connor (10 odcinków)
- Melanie Field jako Bitsy Sussman (8 odcinków)
- Matt Letscher jako William Randolph Hearst (6 odcinków)
- Jackson Gann jako Joseph (5 odcinków)
- Emanuela Postacchini jako Flora[8]  (4 odcinki)
- Michael Ironside jako J.P. Morgan (4 odcinki)
- Grace Zabriskie jako babcia Johna Moore’a (4 odcinki)
- Lily-Rose Aslandogdu jako Alice Roosevelt (3 odcinki)

## Odcinki
| Sezon | Odcinki | Oryginalna emisja w TNT | Oryginalna emisja w TNT |
| Sezon | Odcinki | Premiera sezonu         | Finał sezonu            |
| ----- | ------- | ----------------------- | ----------------------- |
| 1     | 10      | 22 stycznia 2018        | 26 marca 2018           |

### Sezon 1 (2018)
| Nr | Tytuł                  | Reżyseria        | Scenariusz                                    | Premiera w TNT   |
| -- | ---------------------- | ---------------- | --------------------------------------------- | ---------------- |
| 1  | The Boy on the Bridge  | Jakob Verbruggen | Hossein Amini                                 | 22 stycznia 2018 |
| 2  | A Fruitful Partnership | Jakob Verbruggen | Hossein Amini i E. Max Frye                   | 29 stycznia 2018 |
| 3  | Silver Smile           | Jakob Verbruggen | Gina Gionfriddo                               | 5 lutego 2018    |
| 4  | These Bloody Thoughts  | James Hawes      | Gina Gionfriddo i Cary Joji Fukunaga          | 12 lutego 2018   |
| 5  | Hildebrandt's Starling | James Hawes      | E. Max Frye                                   | 19 lutego 2018   |
| 6  | Ascension              | Paco Cabezas     | E. Max Frye                                   | 26 lutego 2018   |
| 7  | Many Sainted Men       | Paco Cabezas     | John Sayles                                   | 5 marca 2018     |
| 8  | Psychopathia Sexualis  | David Petrarca   | John Sayles                                   | 12 marca 2018    |
| 9  | Requiem                | Jamie Payne      | Hossein Amini                                 | 19 marca 2018    |
| 10 | Castle in the Sky      | Jamie Payne      | Cary Joji Fukunaga, John Sayles, Chase Palmer | 26 marca 2018    |

## Produkcja
13 maja 2015 roku stacja TNT ogłosiła zamówienie miniserialu na podstawie powieści pod tym samym tytułem.
Pod koniec listopada 2016 roku poinformowano, że główne role w serialu zagrają Luke Evans i Daniel Brühl.
W styczniu 2017 roku Dakota Fanning dołączyła do obsady.
W kolejnym miesiącu ogłoszono, że w serialu zagrają: Matthew Shear jako Lucius Isaacson, Q’orianka Kilcher jako Mary Palmer, Robert Ray Wisdom jako Cyrus Montrose i Matt Lintz jako Stevie Taggert.
W marcu 2017 roku poinformowano, że do obsady dołączyli: Douglas Smith, Ted Levine i  Emanuela Postacchin.
W  kwietniu 2017 roku poinformowano, że Brian Geraghty zastąpi Seana Astina, który musiał odmówić udziału w produkcji z powodu napiętego grafiku.